# Сумська єпархія ПЦУ
Сумська єпархія — єпархія Православної Церкви України на території Сумської області.

## Історія
Сумська єпархія Православної Церкви України є правонаступницею Сумської єпархії Української Православної Церкви Київського Патріархату, що була створена рішенням Священного Синоду від 24 березня 1996 року. 
На підставі постанови Верховної Ради України від 16 червня 2016 року № 1422-VIII «Про Звернення Верховної Ради України до Його Всесвятості Варфоломія, Архієпископа Константинополя і Нового Риму, Вселенського Патріарха щодо надання автокефалії Православній Церкві в Україні» та постанови Верховної Ради України від 19 квітня 2018 року № 2410-VIII "Про підтримку звернення Президента України до Вселенського Патріарха Варфоломія про надання Томосу про автокефалію Православної Церкви в Україні".
22 квітня 2018 року Святий і Священний Синод Вселенського Патріархату прийняв до розгляду Звернення від Президента України Петра Порошенка до Вселенського Патріарха Варфоломія про надання Томосу про автокефалію Православній Церкві в Україні, Постанову Верховної Ради України на підтримку цього звернення, а також звернення ієрархів українських православних церков — УПЦ КП і УАПЦ. Також Синодом Вселенського Патріархату прийнято рішення про початок процедур, необхідних для надання автокефалії Православній Церкві в Україні.
На відкритті Архієрейського собору Константинопольської церкви 1 вересня 2018 р. у Стамбулі Вселенський патріарх Варфоломій прочитав доповідь, у якій зазначив що: «Москва впродовж багатьох століть розпоряджалася Київською митрополією, православною церквою в Україні, без відома Константинополя». На Архієрейському соборі Константинопольської церкви у Стамбулі 2 вересня єпископи ухвалили що «Константинопольський патріархат може надавати автокефалію без будь-яких узгоджень».
В кінці вересня 2018 року Вселенська Патріархія оприлюднила дослідження історичних церковних документів, у яких довела, що Константинополь ніколи не віддавав Київську митрополію в канонічну територію Російської Православної Церкви (а лише, після підкуплення Московським царем у 1686 р. Константинопольського патріарха Діонісія 4-го, якого в подальшому було звільнено за це, висвячувати Київського митрополита, але влада над Київською митрополією повинна була залишатися за Константинопольським патріархом). Тому відбулася незаконна анексія Москвою Київської митрополії.
Священний Синод Вселенського патріархату, під час сесії від 11 жовтня 2018 року, «Скасував зобов'язання Синодального листа 1686 року, виданого за обставин того часу, який надавав у порядку ікономії право Патріарху Московському висвячувати Київського митрополита, обраного собором духовенства та вірян його єпархії, який мав згадувати Вселенського Патріарха як свого Першоієрарха за будь-яким богослужінням, проголошуючи та підтверджуючи свою канонічну залежність від Матері-Церкви Константинополя».
Також Синод Вселенського патріархату зняв анатему з Патріарха Української православної церкви Київського патріархату Філарета. Йому та главі Української православної автокефальної церкви Макарію повернули канонічний статус.
7 вересня 2018 року Вселенський патріарх Варфоломій призначив двох екзархів (представників) у Києві архієпископа Даниїла Памфілійського із США та єпископа Іларіона Едмонтонського з Канади у рамках підготовки до надання Православній церкві в Україні автокефалії. Екзархи мали взаємодіяти з українською владою і церквами для організації об'єднавчого собору.
18 жовтня 2018 у Верховній Раді 237 голосами «за» було проголосовано законопроєкт 9208, поданий Президентом Порошенком 17 жовтня. Андріївська церква Національного заповідника «Софія Київська» передається в безоплатне постійне користування Вселенського патріархату для здійснення богослужінь і обрядів (при цьому Андріївська церква залишається в державній власності). У ній заплановане розміщення ставропігії Вселенського патріархату, яка фактично буде виконувати роль амбасади.
3 листопада президент Петро Порошенко та патріарх Варфоломій підписали угоду про співпрацю яка деталізує процес надання Томосу. «Цей договір допоможе прискорити надання автокефалії Україні. Це право отримати автокефальну церкву, яке ви мали багато років, здійснюється у ці дні» — наголосив патріарх Варфоломій. В угоді зазначено про Представництво Вселенського патріарха у Києві, яке буде в Андріївській церкві, яку Верховна Рада вже передала у користування Константинополя.
27-29 листопада 2018 року в Стамбулі Вселенський Патріархат провів засідання Священного Синоду, де, окрім інших питань, обговорювався текст Томосу про автокефалію Української Церкви. За результатами синоду було видано комюніке, у якому зазначено про створення проєкту статуту помісної православної церкви в Україні.
Патріарх Варфоломій у своїх листах-запрошеннях закликав Предстоятеля УПЦ (МП) Онуфрія (Березовського) та інших ієрархів православних церков в Україні взяти участь в Об'єднавчим у соборі 15 грудня. Патріарх Варфоломій написав митрополиту Онуфрію, що після вибору Предстоятеля нової церкви він вже не зможе носити титул «Митрополит Київський»  котрий котрий, він все одно носив і "порушував умови офіційних документів 1686 року". У відповідь митрополит Онуфрій переслав лист-запрошення назад до Варфоломія.
Об'єднавчий собор відбувся 15 грудня 2018 року у Софійському соборі. На соборі було розпущено УАПЦ та УПЦ КП та шляхом їх об'єднання та за участі двох ієрархів УПЦ МП створено нову церкву — Православну Церкву України. Шляхом голосування новим предстоятелем обрали митрополита Епіфанія. Екзархи Константинопольської ПЦ подарували новобраному предстоятелю панагію. Титул нового предстоятеля Православної церкви України буде — Митрополит Київський і всієї України. 16 грудня (в неділю) першу літургію в якості предстоятеля ПЦУ Блаженніший Епіфаній звершив у Михайлівському золотоверхому соборі. Цього ж дня його ім'я було згадано за богослужінням Константинопольської ПЦ.
У Видубицькому монастирі Екзарх Вселенського Патріарха в Греції — Митрополит Адріанопольський Амфілохій відслужив разом з монахами ПЦУ божественну літургію. Таким чином це засвідчило Євхаристійне спілкування між церквами.
5 січня 2019 р. Його всесвятість вселенський Патріарх Варфоломій підписав Томос про Автокефалію. «Побожний український народ чекав цього благословенного дня цілих сім століть», — заявив патріарх Варфоломій після підписання. На церемонії підписання були присутні такі архієреї ПЦУ Симеон (Шостацький), Олександр (Драбинко), Михаїл (Зінкевич), Євстратій (Зоря), Димитрій (Рудюк) та інші. Серед мирян у делегації Православної церкви України за участі президента України Петра Порошенка були екс-президент Віктор Ющенко, спікер Андрій Парубій, міністр оборони Степан Полторак, міністр культури Євген Нищук, віце-прем'єр Степан Кубів, радник президента Ростислав Павленко, який курує питання автокефалії в Адміністрації президента.
6 січня 2019 р. у церкві святого Георгія у резиденції Вселенського патріархату в Константинополі під час святкової літургії за участю патріарха Варфоломія предстоятелю Православної церкви України Епіфанію вручили томос про автокефалію української церкви. Також митрополиту Епіфанію вручили посох і символічну пляшечку мира.
7 січня 2019 р. томос виставили у соборі св. Софії в місті Києві.
9 січня 2019 р. на Томосі поставили свої підписи всі члени Синоду Константинопольського патріархату.
В лоні Православної Церкви України створено Сумську єпархію Православної Церкви України.
До складу Сумської єпархії Православної Церкви України входить місто Суми разом з Сумською областю. Сумська область до адміністративно-територіальної реформи нараховувала 18 адміністративних районів. Згідно з цим розподілом єпархія розділена на благочиння. Отже, загалом Сумська єпархія поки що нараховує 19 благочинь, згідно колишнього адміністративно-територіального устрою (18 районів і місто Суми). У всіх діють парафії Православної Церкви України.
Станом на 31.12.2023 Сумська єпархія налічує: 1 чоловічий монастир, 1 жіночий монастир, 65 типових храмів, 8 каплиць, 39 пристосованих приміщень для звершення богослужінь, 183 Парафії.

## Правлячі Архієреї
- Геронтій (Хованський) 24 березня 1996 — березень 1997
- Михаїл (Зінкевич) 22 жовтня 2000 — 19 листопада 2002
- Флавіан (Пасічник) (2002—2004)
- Мефодій (Срібняк) (з 6 червня 2004

Служіння єпархії розділено за напрямками:
1. МІСІОНЕРСЬКИЙ ВІДДІЛ
2. ВІДДІЛ РЕЛІГІЙНОЇ ОСВІТИ І КАТЕХІЗАЦІЇ
3. ВІДДІЛ У СПРАВАХ СІМ’Ї ТА МОЛОДІ
4. ВІДДІЛ СОЦІАЛЬНОГО СЛУЖІННЯ
5. ВІДДІЛ ІЗ ВЗАЄМОДІЇЗІ ЗБРОЙНИМИ СИЛАМИ ТА ПРАВООХОРОННИМИ ОРГАНАМИ, А ТАКОЖ З УСТАНОВАМИ ВИПРАВНОЇ СИСТЕМИ
6. ІНФОРМАЦІЙНО-ВИДАВНИЧИЙТА НАУКОВИЙ ВІДДІЛ

## Благочиння єпархії
| 1. Сумське міське благочиння: благочинний - протоієрей Петро Лоцько; 2. Білопільське благочиння: благочинний - протоієрей Петро Савонік; 3. Буринське благочиння: благочинний - протоієрей Дмитро Кубієвич; 4. Великописарівське благочиння: благочинний - ієрей Микола Цюркало; 5. Глухівське благочиння: благочинний - протоієрей Назарій Ковальов; 6. Конотопське благочиння: благочинний - протоієрей Павло Кузь; 7. Краснопільське благочиння: благочинний - протоієрей Іван Малюк; 8. Кролевецьке благочиння: благочинний - протоієрей Ігор Малетич; 9. Лебединське благочиння: благочинний - протоієрей Богдан Яворський; 10. Липоводолинське благочиння: благочинний - протоієрей Богдан Ільків; 11. Недригайлівське благочиння: благочинний - протоієрей Василь Булельо; 12. Охтирське благочиння: благочинний - протоієрей Андрій Бринчак; 13. Путивльське благочиння: благочинний - протоієрей Дмитро Кубієвич; 14. Роменське благочиння: благочинний - протоієрей Ігор Мурий; 15. Серединобудське благочиння: благочинний - ієрей Ілля Лопатчук; 16. Сумське районне благочиння: благочинний - протоієрей Анатолій Довгополий; 17. Тростянецьке благочиння: благочинний протоієрей Роман Кулішов; 18. Шосткинське благочиння: благочинний - протоієрей Сергій Пранович; 19. Ямпільське благочиння: в.о. благочинного - протоієрей Назарій Ковальов. |